# Szilveszteri járat (Pécs)
A pécsi szilveszteri járat egy éjszakai autóbuszviszonylat volt, ami csak december 31-én és január 1-jére virradó éjjel közlekedett 2016 szilvesztere és 2019 szilvesztere között, az Uránváros – Kertváros (Csontváry utca) útvonalon. Számjelzése évente változott, mindig a következő évét (ez esetben 2019-ben a 2020-ast) vette fel. A járatot a Tüke Busz Zrt. üzemeltette.

## Története
Szilveszteri sűrítőjáratként, 2016. december 31-én és 2017. január 1-jére virradó éjjel 2017-es jelzéssel új rendkívüli járat közlekedett 30 percenként az Uránváros és Kertváros között az Árkád érintésével. A következő években ismét közlekedett a szilveszteri éjszakákon, az azt követő év számjelzésével (2017 végén 2018-as, egy évre rá 2019-es, utoljára 2020-as jelzéssel). 2020 szilveszterén már nem indították el.

## Útvonala
| Uránváros → Árkád → Csontváry utca | Csontváry utca → Árkád → Uránváros |
| --- | --- |
| Uránváros – Ürögi sor – Makay István út – Esztergár Lajos utca – Ybl Miklós utca – Építők útja – Tüzér utca – Szigeti út – Hungária utca – Rákóczi út – Alsómalom utca – Alsómalom utca – Árpád híd – Siklósi út – Táncsics Mihály utca – Keszüi út – Nagy Imre út – Maléter Pál út – Aidinger János út – Nagy Imre út – Csontváry utca mh. | Csontváry utca mh. – Nagy Imre út – Keszüi út – Táncsics Mihály utca – Siklósi út – Árpád híd – Alsómalom utca – Alsómalom utca – Rákóczi út – Hungária utca – Szigeti út – Tüzér utca – Építők útja – Ybl Miklós utca – Esztergár Lajos utca – Makay István út – Ürögi sor – Uránváros |

## Megállóhelyei
| 2020 (Uránváros – Csontváry utca) |                           |          |                                              |
| Perc (↓)                          | Megállóhely               | Perc (↑) | Átszállási kapcsolatok a járat megszűnésekor |
| 0                                 | Uránváros végállomás      | 27       | 2, 2A, 926                                   |
| 2                                 | Olympia Üzletház          | 25       | 2, 2A                                        |
| 3                                 | Mecsek Áruház             | 24       | 2, 2A                                        |
| 5                                 | Kulturális Központ        | 23       | 2, 2A                                        |
| 6                                 | Tüzér utca                | 22       | 2, 2A                                        |
| 8                                 | Egyetemváros              | 20       | 2, 2A                                        |
| ∫                                 | KEDPLASMA plazma központ  | 19       | 2, 2A                                        |
| 9                                 | Petőfi utca               | 18       | 2, 2A                                        |
| 11                                | Kórház tér                | 16       | 2, 2A, 932                                   |
| 13                                | Zsolnay-szobor            | 15       | 2, 2A, 932, 940, 973                         |
| 15                                | Árkád                     | 14       | 2, 2A, 913, 932, 940, 973                    |
| 17                                | Autóbusz-állomás          | 12       | 973                                          |
| 19                                | Bőrgyár                   | 10       | 973                                          |
| 21                                | Szövetség utca            | 8        | 973                                          |
| 22                                | Árnyas út                 | 7        | 973                                          |
| 23                                | Berzsenyi utca            | 6        | 973                                          |
| 24                                | Bogár utca                | 5        | 973                                          |
| ∫                                 | Nagy Imre út              | 4        | 973                                          |
| 26                                | Sarolta utca              | 3        | 973                                          |
| 27                                | Lahti utca                | ∫        | 941, 973                                     |
| 29                                | Krisztina tér             | ∫        | 941, 973                                     |
| 30                                | Aidinger János út         | ∫        | 973                                          |
| 31                                | Sztárai Mihály út         | ∫        | 973                                          |
| ∫                                 | Várkonyi Nándor utca      | 1        | 941                                          |
| 33                                | Csontváry utca végállomás | 0        | 941, 973                                     |